# Coryphodon
A Coryphodon az emlősök (Mammalia) osztályának fosszilis Cimolesta rendjébe, ezen belül a Coryphodontidae családjába tartozó nem.

## Tudnivalók
A Coryphodon Észak-Amerika területén élt, körülbelül 57-46 millió évvel ezelőtt, a késő paleocén és a középső eocén korszakok között. A Mongóliában élő, középső eocén korszaki Hypercoryphodon ősének tekintik.
Ez az állat a pantodonták egyike, vagyis az első óriás emlősök képviselője volt. A Coryphodon Észak-Amerika területén vándorolt, helyettesítve az ősibb alakú, de addigra már kihalt Barylambdát. Egy méteres marmagasságával és 2,25 métereshosszával, korának a legnagyobb emlőse volt. Félig vízi életmódot folytatott, éppen úgy ahogy manapság a nílusi víziló (Hippopotamus amphibius) él; habár a vízilóval semmi rokonsági kapcsolata nincs.
A Grönland melletti Ellesmere-szigeten talált maradványai, arra utalnak, hogy a Coryphodon a meleg, mocsaras erdőket kedvelte, amelyben óriás fák nőttek; ez az élőhely nagyon hasonlíthatott a mai USA területén levő mocsárcipruserdőkhöz. Habár az eocén kor éghajlata sokkal melegebb volt, mint a mai, a sarkkörön élő növények és állatok, télen akkor is el kellett tűrjék a több hónapos sötétséget, és nyáron a 24 órás nappalokat. A kémiai vizsgálatok szerint, a Coryphodon, nyáron virágokat, leveleket és mocsári növényeket fogyasztott, míg a tél sötétségében tűlevelekkel, avarral és gombákkal táplálkozott. Ez a változatos táplálék, lehetőséget adott ennek az állatnak, hogy szabadon terjeszkedjék az eocén kor világában.
A Coryphodonnak erős nyaka és kis agyarai voltak, amelyekkel valószínűleg a mocsári növények gyökereit túrta ki. Mint a legtöbb pantodonta esetében, ennél az állatnál is a hímek agyarai nagyobbak, mint a nőstényeké. Az állat lassú mozgású lehetett; a végtagjainak a felső részei hosszabbak voltak, mint az alsó részei, ami a nagy test tartását segítette. Az összes eddig élt emlős közül, a Coryphodonnak volt a legkisebb agya a testéhez képest. Az 500 kilogrammos állatnak, csak 90 grammos volt az agya.

## Rendszerezés
A nembe az alábbi 10 faj tartozott:
- Coryphodon anthracoideus de Blainville, 1846
- Coryphodon armatus Cope, 1872
- Coryphodon dabuensis Zhai, 1978
- Coryphodon eocaenus Owen, 1846 - típusfaj
- Coryphodon lobatus Cope, 1877
- Coryphodon oweni Hebert, 1856
- Coryphodon pisuqti
- Coryphodon proterus Simons, 1960
- Coryphodon radians Cope, 1872
- Coryphodon tsaganensis Reshetov, 1976

## Képek

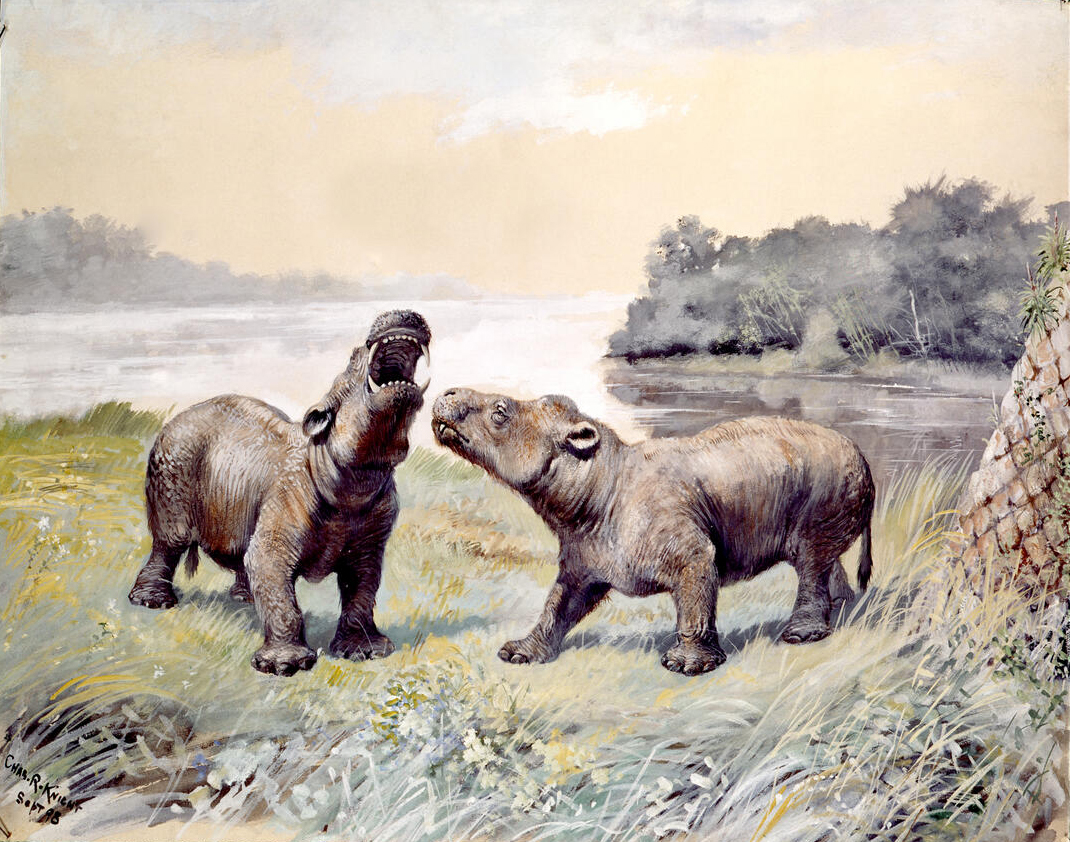
Az állat Charles R. Knight szerint
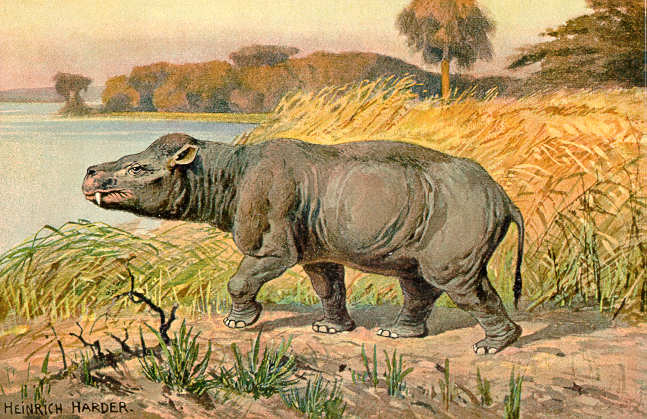
és Heinrich Harder szerint

## Fordítás
- Ez a szócikk részben vagy egészben  a   Coryphodon című angol Wikipédia-szócikk ezen változatának fordításán alapul.  Az eredeti cikk szerkesztőit annak laptörténete sorolja fel. Ez a jelzés csupán a megfogalmazás eredetét és a szerzői jogokat jelzi, nem szolgál a cikkben szereplő információk forrásmegjelöléseként.